# 想挑战吗？

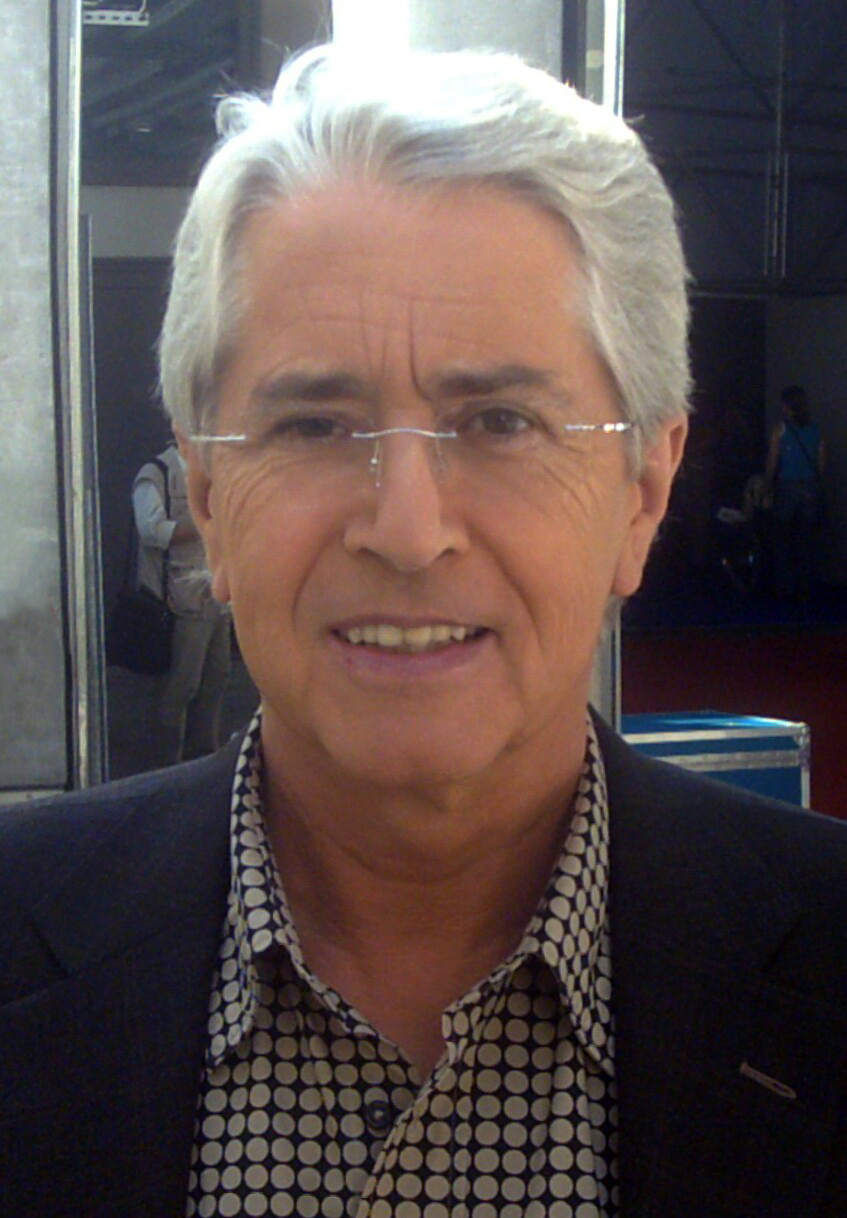
Frank Elstner

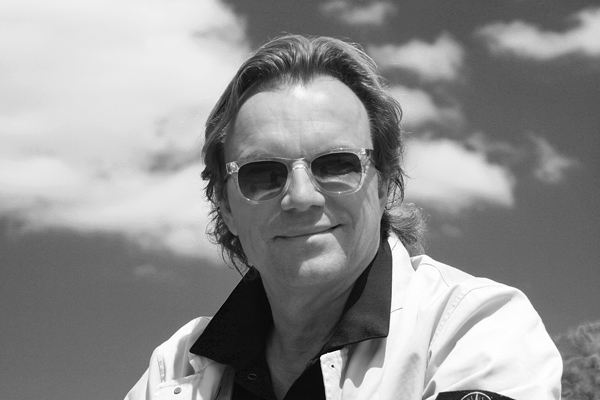
Wolfgang Lippert

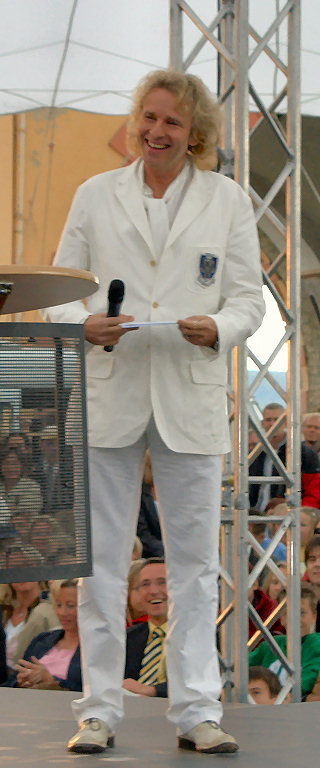
Thomas Gottschalk

《想挑战吗？》（德：Wetten, dass..?）是自1981年开始播出的德语电视综艺节目，是欧洲此类节目中最成功的一个，受到德国、瑞士、奥地利等国观众的喜爱。自1987年起，节目主持人由托马斯·戈特沙尔克（Thomas Gottschalk）担任（有间断）。2009年10月起，米歇尔·亨泽尔（Michelle Hunziker）成为节目另一主持人。

## 历史
1981年2月14日，与奥地利广播集团和瑞士电视台合作的德国电视二台播出了第一集《想挑战吗？》，开始了此节目长达29年的播出历史。从第一集到1987年4月4日第39集（Sendung）的节目由弗朗克·艾尔斯特纳（Frank Elstner）主持。此后的节目一般均由托马斯·戈特沙尔克主持。戈特沙尔克在1992年9月26日－1993年11月27日间曾短暂离开节目。在他离开期间，主持人由沃尔夫冈.李伯特接替。1994年1月15日起，戈特沙尔克重新回到节目中。
至1996年3月30日，已播出100次挑战（Ausgabe）。至2004年3月27日，已播出100集（Sendung）。至2004年10月2日，已播出150季。至2006年，开播达25年。
节目播出过程中，不断有新的游戏规则产生。起初挑战者多数为不为儿童的德语母语者。自2001年10月起，新设儿童挑战（Kinderwette）与城市挑战（Stadtwette）项目。后者在2008年10月又被大厅挑战（Saalwette）所取代。

## 理念
节目创立者艾尔斯特纳称，该节目最早是由他在深夜用两个小时构思出来的。最初的想法是，挑战者提出自己具备某种绝技，让受邀参与节目的名人做出判断，名人则就挑战者能否成功挑战下赌注，使节目噱头不断。
在早期的节目中，所有获邀嘉宾都要对挑战成功与否下赌，赌对次数最多的嘉宾即成为“赌王”（Wettkönig）。1987年起，开始由观众投票决出最佳的出价人作为赌王。

## 央视版本
在CCTV-3播出，由朱军、任鲁豫等人主持，现已被《我要上春晚》节目取代。节目前期经常会邀请德国嘉宾或挑战者参与节目，场内外互动奖品也多由德国企业提供。